# Пирман, Мэддисон
Мэддисон Пирман (англ. Maddison Pearman; род. 23 января 1996 года, в Поноке, провинция Альберта) — канадская конькобежка, участница зимних Олимпийских игр 2022 года.

## Биография
Мэддисон Пирман родилась в Поноке на семейной ферме Monte Vista Farms, где позже она выращивала телят. Она начала кататься на коньках в  возрасте 5 лет, в клубе конькобежного спорта "Red Deer Central Lions", который основала её мама Шона. Все члены семьи Пирман в той или иной степени занимались конькобежным спортом. Сёстры Мэддисон Брук и Тесс перешли от катания на коньках к тренерской работе, а отец Майрон тренировал и был волонтером. Мать Шона играла за национальную женскую сборную Канады по софтболу в 1980-х годах и выиграла золото на Панамериканских играх 1983 года в Каракасе, а также выступала за сборную Альберты на зимних играх 2011 года в Канаде.
Впервые Пирман представляла Канаду на международной арене на чемпионате мира среди юниоров 2013 года, где заняла 18-е место в общем зачёте. В том же сезоне она также начала выступать на этапе Кубка мира среди юниоров. В 2015 году она вновь участвовала на юниорском мировом первенстве, заняв 12-е место в личном многоборье, тогда же на пять лет была отстранена от участия в международных соревнованиях. В январе 2020 года Пирман на 2-м этапе Кубка Канады получила право участвовать в международных соревнованиях.
На чемпионате четырех континентов в феврале 2020 года в Милуоки она завоевала вместе с подругами по команде серебряную медаль в командной гонке преследования и 1-е место в командном спринте. Её успешный старт был остановлен пандемией COVID-19 и Пирман вернулась домой, где работала на ферме и проводила время со своей семьёй. Она участвовала в соревнованиях чемпионата Канады в октябре 2021 года, где завоевала бронзу на дистанции 1000 метров и заняла пятое место на дистанции 1500 метров.
В декабре она прошла квалификацию на свой первый забег в дивизионе А на дистанции 1500 метров в Калгари. В феврале 2022 года Пирман впервые участвовала на зимних Олимпийских играх в Пекине, где заняла 24-е место в беге на 1500 метров и 26-е на дистанции 1000 метров. В марте 2022 года она поднялась на 12-е место в общем зачёте на чемпионате мира в спринтерском многоборье в Хамаре. 

## Личная жизнь
Мэддисон Пирман окончила Университет Калгари со степенью по кинезиологии в 2021 году. Работала тренером специальной Олимпиады по конькобежному спорту, в настоящее время работает неполный рабочий день на Олимпийском овале в Калгари в качестве супервайзера и секретаря. Любит печь хлеб на закваске, разгадывать головоломки, кататься на лошадях. В июне 2022 года Пирман была Маршалом парада Ponoka Stampede в Поноке. Семья Пирман была выбрана лауреатом престижной семейной премии Ганье в номинации "Семья года" за выдающийся вклад в развитие спорта.